# Werner & Ehlers

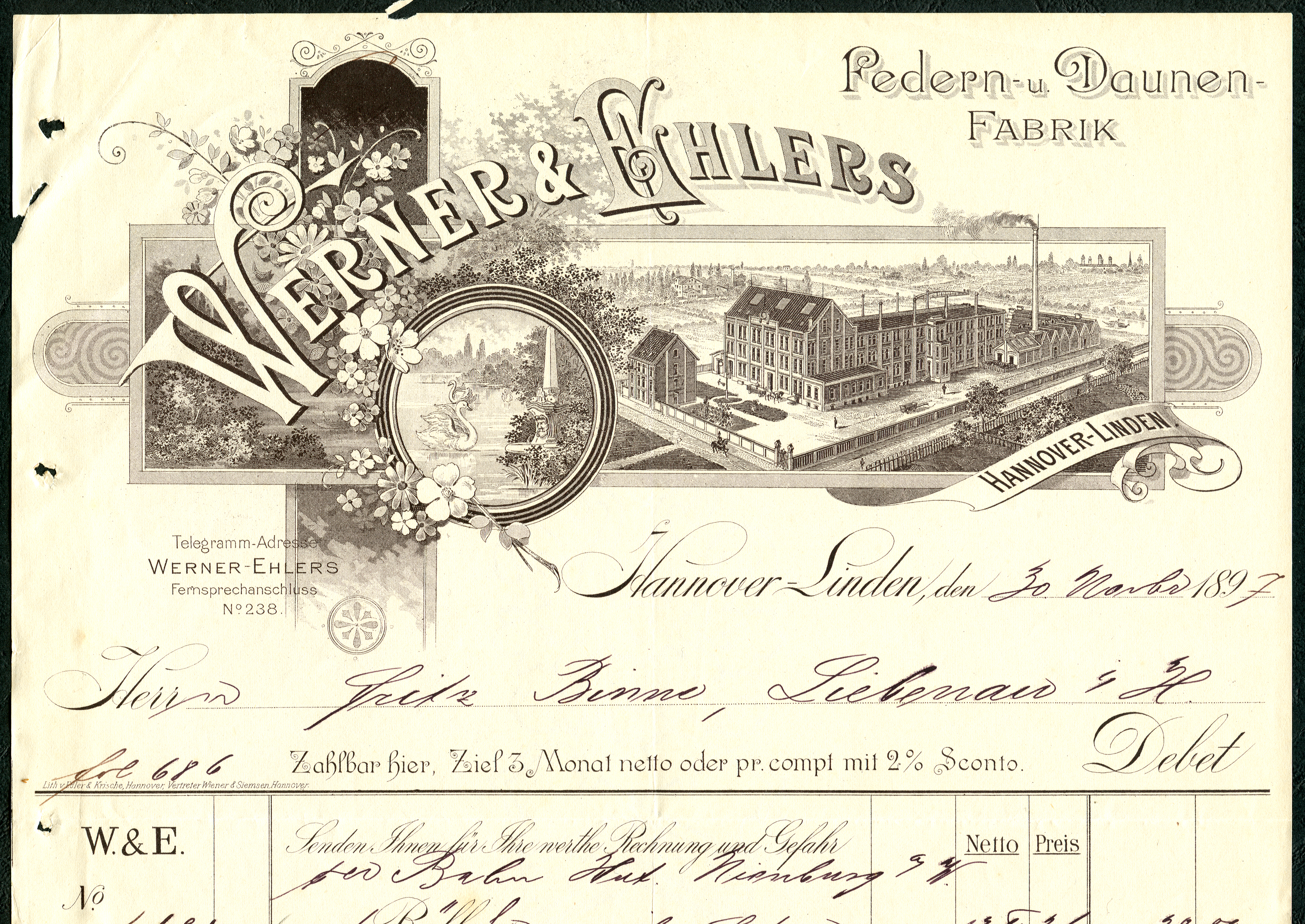
Vogelschau der 1890er Jahre über die damalige „Federn- und Daunen-FABRIK Werner & Ehlers“ (heute: Kulturzentrum FAUST) in Linden
Kupferstich eines Briefkopfes der Firma zur Zeit von August Werner

Die Bettfedern- und Daunenfabrik Werner & Ehlers in Hannover, eine Fabrik zur Produktion und Reinigung von Federn und Daunen für Bettwaren wie zum Beispiel Kopfkissen, entwickelte sich seit ihrer Gründung im Königreich Hannover im Verlauf von rund eineinhalb Jahrhunderten zu einer der größten ihrer Branche in Deutschland. Heute findet sich in den teils denkmalgeschützten Gebäuden im hannoverschen Stadtteil Linden-Nord das Kulturzentrum FAUST.

## Geschichte
Die spätere Bettfedernfabrik Werner & Ehlers wurde 1861 von dem Kaufmann Wilhelm Theodor Werner gegründet, einem Onkel von August Werner (zur Genealogie siehe dort). Erster Standort des Betriebes zur Reinigung und Sortierung der anfangs zumeist aus Deutschland stammenden „Rohfedern“ war das damalige Dorf List (heute ein Stadtteil von Hannover).

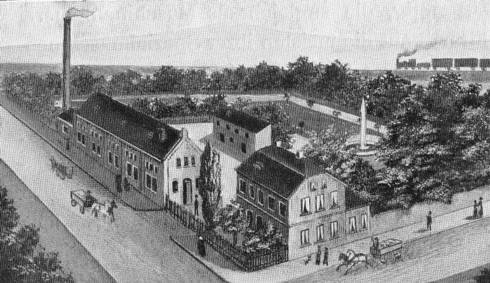
Die 1862 an die Kirchwender Straße verlegte Fabrik, im Hintergrund die Bahnstrecke Hannover–Braunschweig

Schon im Folgejahr wurde die Unternehmung 1862 an die Kirchwender Straße verlegt und dort einige Jahre gemeinsam mit dem Kaufmann Johann Ehlers (* 20. August 1823 in Balje; † 14. September 1867 in Hannover) geführt. Da in der Zeit der Industrialisierung auch die Umsätze der Fabrik anwuchsen, wurden schon bald auch – stärker reinigungsbedürftige – Rohfedern aus dem Ausland importiert, eine größere Fabrik neu gebaut und das Reinigungsverfahren intensiviert.

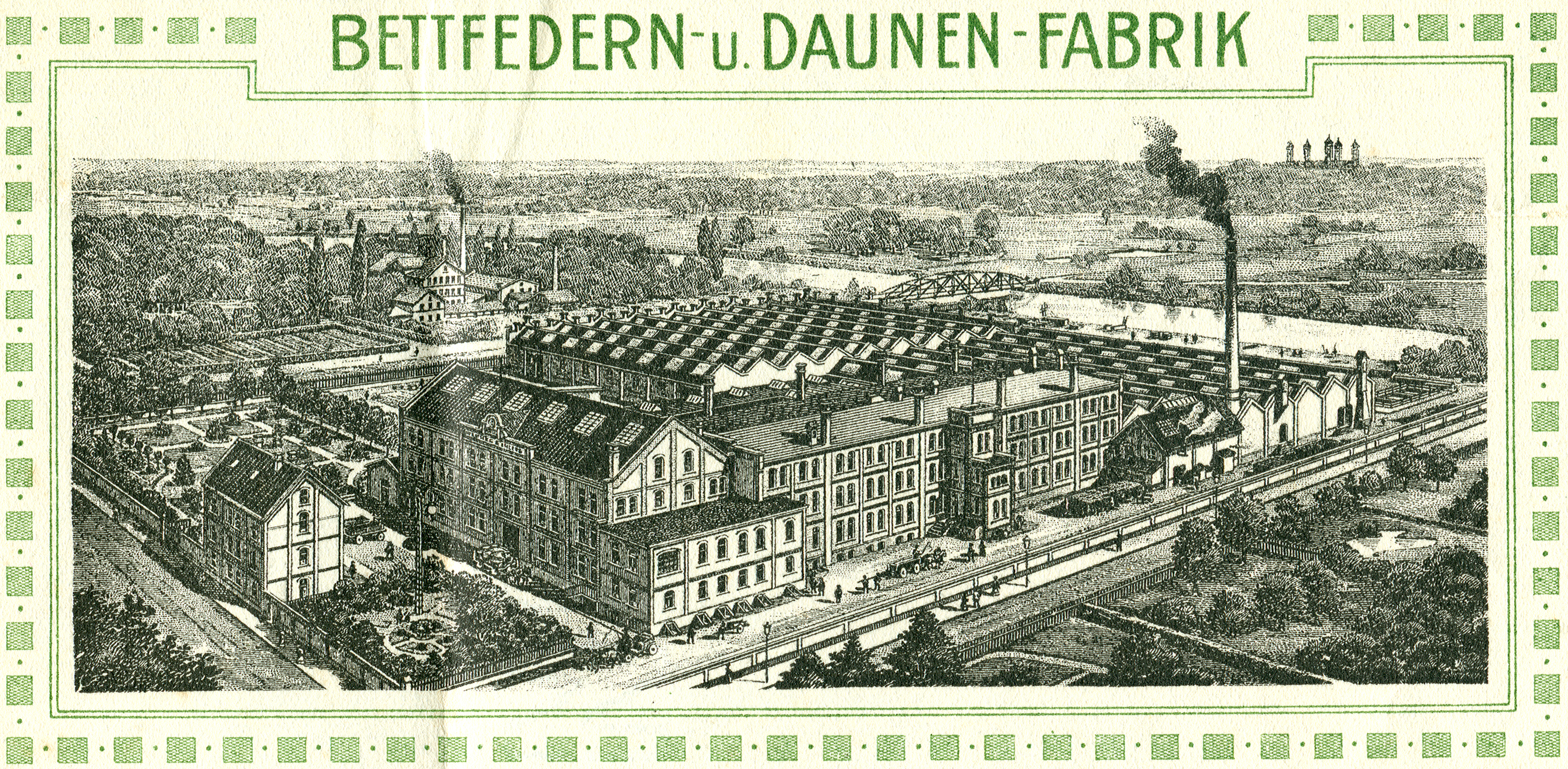
Bereits um 1910 hatte die Fabrik, hier an der Ihme in Linden kurz vor der Leine, ihre beinahe größte Ausdehnung erreicht

Nach der Ausrufung des Deutschen Kaiserreichs und der folgenden Gründerzeit übernahm August Werner (siehe oben) 1875 den Betrieb und entwickelte ihn im Laufe der Zeit zu einem der größten seiner Branche in Deutschland. Da die Nachfrage nach Bettfedern ständig anwuchs, begann August Werner ab 1880 mit dem Import von Federn aus China. Doch schon zehn Jahre darauf reichten die Räumlichkeiten wieder nicht mehr aus; 1890 begann der Bau einer wesentlich größeren Fabrik im – heutigen – Stadtteil Linden-Nord. In dieser Zeit des zuvor vielfach noch unbebauten Nedderfelds nördlich der Limmerstraße hat sich bis heute der „um 1890“ erbaute Schornstein des seit 1987 denkmalgeschützten Kesselhauses der Fabrik erhalten. Die Verlagerung in dieses ehemalige Industriegebiet am Zusammenfluss der Leine und der Ihme war auch deswegen notwendig geworden, weil es gegen die gesundheitsschädliche Staubentwicklung bei der Bettfedern-Reinigung – vor allem der Import-Ware aus China – großer Mengen Wassers bedürfte, das hier am Flussufer schier unbegrenzt zur Verfügung stand.

Werbung von 1911 mit der Marke und dem Hinweis auf den Einkauf in Grönland, China, Spanien und Sibirien und den „Verkauf in der ganzen Welt“;
Illustration von Paul Kammüller in der Illustrirten Zeitung

Nach wirtschaftlichen Schwierigkeiten durch den Ersten Weltkrieg und die in der Zeit der Weimarer Republik bis 1923 ausufernde deutsche Hyperinflation war das Jahr 1929 – trotz der Weltwirtschaftskrise – das der Rekordumsätze in der Geschichte von Werner & Ehlers. 1932 übernahm mit Werner Frucht die inzwischen vierte Generation aus dem Familienunternehmen die Leitung des Betriebes. Zwar gab durch die Zeit des Nationalsozialismus und der NS-Wirtschaftspolitik mit ihrer Konzentration auf die Kriegswirtschaft zunehmende Probleme, durch die Werner Frucht seinen Betrieb jedoch „mit einigem Erfolg weiter führte“, bis im Zweiten Weltkrieg die Luftangriffe auf Hannover die Fabrikanlagen „fast vollständig zerstörten“. Frucht ließ dann „bei befreundeten Firmen in Soltau und Osnabrück“ weiterproduzieren.
In den frühen Jahren der Bundesrepublik Deutschland wurde zur Zeit des Wirtschaftswunders der 1950er Jahre die Fabrik nach seinerzeit neuestem technischen Stand erneut aufgebaut, so dass das Unternehmen schon im folgenden Jahrzehnt wieder zu den führenden deutschen Bettfedernfabriken zählte.
Doch trotz des Einsatzes der zum Großteil vollautomatisierten Verarbeitungsstraßen, die ja Einsparungen bei den Arbeitnehmern brachten, führte der Druck des internationalen Wettbewerbs und die beginnende Verwendung synthetischer Federn und Endlosfasern bei den Mitbewerbern um die Kundschaft 1990 zur Insolvenz von Werner & Ehlers, wo zuletzt nur noch 30 Beschäftigte tätig waren. Die Maschinen wurden schließlich demontiert und vom Insolvenzverwalter an eine Firma in Ungarn verkauft.

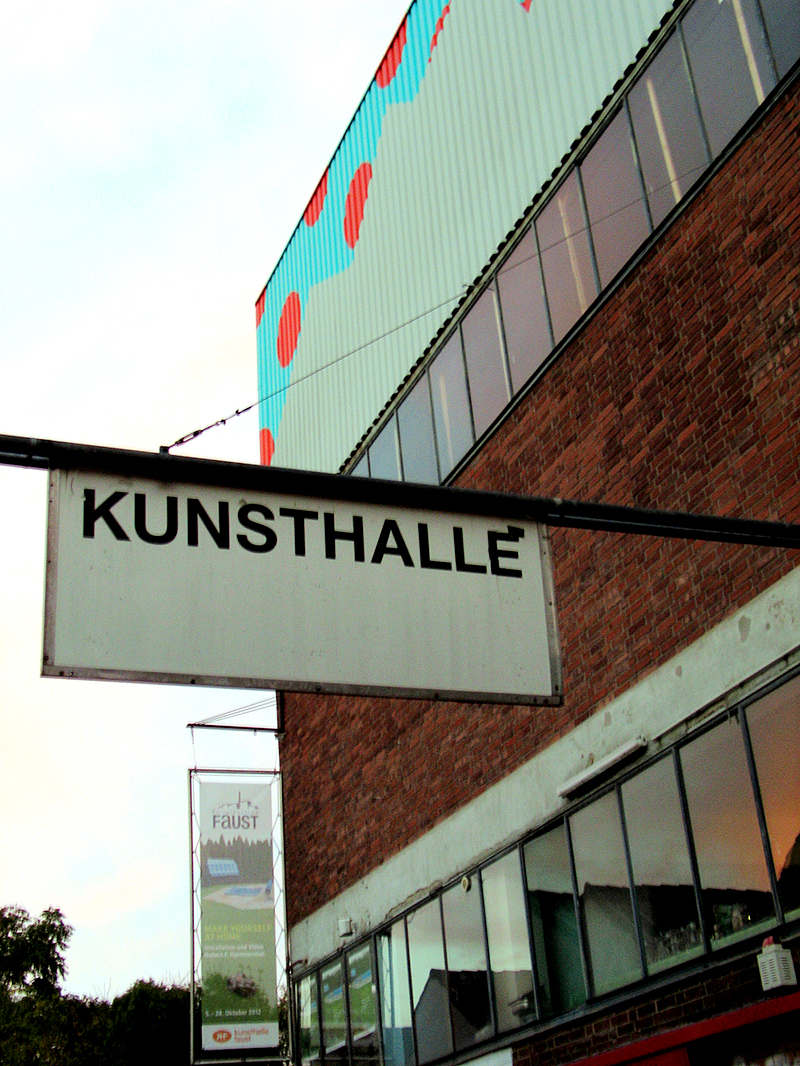
Das Gelände wird heute vom Kulturzentrum FAUST genutzt, darunter für die Kunsthalle in der 60er Jahre-Halle

Schon im Folgejahr 1991 begannen Mitglieder des hierfür gegründeten Vereins FAUST – die Abkürzung für Fabrik-Umnutzung und Stadtkultur – einen großen Teil der Baulichkeiten auf dem ehemaligen Industriegelände für ihr geplantes gleichnamiges Kulturzentrum zu nutzen.
Zur Erinnerung an die ehemalige Industriekultur des Ortes wurde eine Straße, die früher über das Fabrikgelände führte, 1997 als Zur Bettfedernfabrik benannt.

## Archivalien
Archivalien der ehemaligen Bettfedernfabrik wurden nur fragmentarisch aus der Zeit von 1861 bis 1990 aufgefunden, von einem Historiker aufgearbeitet und an das Stadtarchiv Hannover übergeben. Vorgefundene Objekte wie Werkzeuge oder Werbeschilder werden zudem im Archiv des Kulturzentrums Faust aufbewahrt.